# Pallamano al XV Festival olimpico estivo della gioventù europea
Le competizioni di pallamano al XV Festival olimpico estivo della gioventù europea si sono svolte dal 22 al 27 luglio 2022 a Baku, in Azerbaigian

## Podi

### Ragazzi
| Evento                     | Oro     | Argento  | Bronzo    |
| Torneo maschile (dettagli) | Croazia | Germania | Danimarca |

### Ragazze
| Evento                      | Oro     | Argento     | Bronzo   |
| Torneo femminile (dettagli) | Francia | Paesi Bassi | Ungheria |